# Oscil·lació acústica de barions
En cosmologia, el terme oscil·lacions acústiques de barions (BAO, de l'anglès baryon acoustic oscillations) fa referència a les fluctuacions periòdiques en la densitat de la matèria bariònica de l'univers.

## Univers primigeni
L'univers primigeni consistia en un plasma molt calent en el que els electrons i els barions estaven lliures i empresonaven als fotons. Era normal que la gravetat algunes vegades comprimís zones del plasma, i la radiació responia empenyent en sentit contrari. Això provocava unes ones de pressió que es propagaven per tot l'univers. Quan el plasma es va refredar i la radiació va escapar, aquestes ones es congelaren, comprimint la matèria en aquesta zona. Aquestes concentracions de matèria van ser les "llavors" de les galàxies.